# 배드 티처
《배드 티처》(영어: Bad Teacher)는 2011년에 개봉한 미국의 코미디 영화이다. 제이크 캐즈던이 연출하고, 캐머런 디애즈, 저스틴 팀버레이크, 루시 펀치, 제이슨 시걸 등이 출연했다. 부유한 약혼자에게 버림받은 후 유방 확대술 자금을 모으기 위해 싫어하던 교사 일을 계속 이어 나가게 된 게으른 중학교 선생에 대한 내용이다.
2011년 6월 4일 미국과 캐나다에서 개봉되었다. 대한민국에서는 극장 개봉하지 않고 2차 매체로 직행하였다.

## 줄거리
시카고 존 애덤스 중학교 1년차인 엘리자베스 홀지는 학교와 학생들에게는 관심도 없고, 음주와 마약을 즐기는 속물 교사이다. 엘리자베스는 돈 많은 남자친구와 결혼을 앞두고 자신 있게 학교를 때려치우지만 속물 근성이 들통나는 바람에 파혼당하고 어쩔 수 없이 복직한다. 또 다른 돈 많은 남자를 찾던 엘리자베스의 눈에 새로 부임한 기간제 교사 스콧이 들어온다. 잘생긴 부잣집 도련님인 스콧은 완벽한 상대로 보이지만, 스콧은 엘리자베스 대신 열정적인 동료 교사 에이미에게 이끌린다. 체육 교사 러셀이 엘리자베스에게 데이트 신청을 하지만 스콧에게 눈이 팔린 엘리자베스는 무시한다.
엘리자베스는 스콧의 전 여자친구가 큰 가슴을 지녔다는 걸 알게 되자 유방 확대술을 받기로 한다. 그러나 수술 비용이 1만 달러나 필요하자 엘리자베스는 돈을 벌기 위해 학생들의 세차 부업에 야릇한 옷을 입고 손님을 끌어 모으거나 대놓고 촌지를 요구하거나 한다. 이러한 파행을 본 에이미는 교장에게 엘리자베스를 고발하지만 교장은 이를 무시한다. 한편 스콧은 결국 에이미와 사귀게 되지만, 엘리자베스는 스콧을 포기하지 않는다.
엘리자베스는 주 표준 학력 고사에서 담당 반이 1등을 하면 보너스로 5,700 달러를 받는다는 걸 알게 되자 반 성적을 올리기 위해 이전까지 날림으로 떼우던 수업 시간을 스파르타식 시험 대비로 바꾼다. 그렇지만 하루 아침에 성적이 오를 리는 없었고, 엘리자베스는 불법적인 방식을 시도하게 된다. 기자로 변장해서 학력 고사 담당실에 연락하고는, 시험이 인종 차별적이라는 생트집을 잡아서 출제 위원인 칼을 만난다. 엘리자베스는 칼을 유혹해서 자신을 사무실로 데려가게 한 뒤 술에 약물을 타서 칼을 잠재우고는 해설지를 빼돌린다. 덕분에 엘리자베스네 반은 학력 고사 1등을 하고, 보너스를 받게 된 엘리자베스는 드디어 수술 예약을 잡는다. 
한편 에이미와 스콧은 함께 현장 학습 인솔을 맡게 된다. 이에 엘리자베스는 옻칠한 사과를 에이미의 책상 위에 몰래 놓아둔다. 사과를 먹고 얼굴이 엉망이 된 에이미는 현장 학습에 못 가게 되고 엘리자베스가 그 자리를 꿰어찬다. 엘리자베스는 스콧을 유혹하지만 스콧은 옷을 전부 갖춰 입은 채로 엘리자베스의 몸에 성기를 문지를 뿐이다. 그럼에도 엘리자베스는 스콧 몰래 그가 내는 신음소리를 스콧의 휴대폰으로 에이미에게 전송한다. 다음 날 노발대발한 에이미가 엘리자베스를 찾아와 비난한다.
에이미는 엘리자베스의 흠결을 찾으려고 뒷조사를 한다. 일단 에이미는 엘리자베스네 반 학생을 닦달해 엘리자베스가 마약을 즐긴다는 것을 알게 된다. 또한 엘리자베스 몰래 본인 책상과 엘리자베스의 책상을 바꾸어 놓은 뒤 서랍을 조사해 학력 고사 해설지를 발견한다. 에이미는 칼에게 연락해서 엘리자베스가 답안을 유출시켰음을 확인하고, 이를 교장에게 보고한다. 안 그래도 이럴 경우를 대비해서 칼의 노출 사진을 찍어 둔 엘리자베스는 칼을 협박하고, 칼은 증언을 거부한다.
에이미는 마지막 수단으로 엘리자베스가 마약을 한다고 폭로한다. 그러나 하필 에이미가 자기 책상과 바꿔 두었던 엘리자베스 책상의 서랍에 마약이 들어 있었고, 도리어 에이미가 마약 소지로 체포된다. 후에 에이미는 전근을 가게 되고, 혼자가 된 스콧이 엘리자베스에게 접근한다. 하지만 이미 마음을 돌린 엘리자베스는 스콧을 거절하고 늘 자신을 바라봤던 러셀에게 다가간다.
시간이 흘러 새 학년이 되고 엘리자베스는 학생 상담 교사가 되어 새로운 삶을 시작한다. 성격도 바뀌어 동료 교사들에게 서글서글해지고 러셀과는 안정적인 연애를 하는 관계가 되었으며, 필요 없어진 유방 확대술도 취소한다.

## 출연진
- 캐머런 디애즈 - 엘리자베스 홀지 역
- 저스틴 팀버레이크 - 스콧 델러코어 역
- 루시 펀치 - 에이미 스퀴럴 역
- 제이슨 시걸 - 러셀 게티스 역
- 필리스 스미스 - 린 데이비스 역
- 존 마이클 히긴스 - 월리 스너 교장 역
- 데이브 앨런 - 샌디 핑커스 역
- 질리언 아머난테이 - 패비칙 씨 역
- 매슈 J. 에번스 - 개릿 티아라 역
- 케이틀린 디버 - 사샤 애버내시 역
- 캐스린 뉴턴 - 체이스 루빈로시 역
- 몰리 섀넌 - 멜로디 역
- 에릭 스톤스트리트 - 커크 역
- 노아 멍크 - 트리스턴 역
- 피니어스 오코널 - 스펜서 역
- 토머스 레넌 - 칼 헐라비 역
- 크리스틴 스미스 - 대니 역
- 폴 피그 - 세차하러 온 학부모 역
- 디어드러 러브조이 - 사샤의 어머니 역
- 냇 팩슨
- 스테퍼니 패러시

## 수상
| 연도 | 상                        | 부문                      | 수상자            | 결과 | 출처  |
| ---- | ------------------------- | ------------------------- | ----------------- | ---- | ----- |
| 2011 | 제12회 ALMA 어워드        | 코미디·뮤지컬 인기 여우상 | 캐머런 디애즈     | 후보 | [ 2 ] |
| 2011 | 2011년 틴 초이스 어워드   | 코미디 영화상             | 《배드 티처》     | 수상 | [ 3 ] |
| 2011 | 2011년 틴 초이스 어워드   | 코미디 여우 주연상        | 캐머런 디애즈     | 수상 | [ 3 ] |
| 2011 | 2011년 틴 초이스 어워드   | 코미디 남우 주연상        | 저스틴 팀버레이크 | 수상 | [ 3 ] |
| 2011 | 제33회 영 아티스트 어워드 | 남자 신인상               | 매슈 J. 에번스    | 수상 | [ 4 ] |
| 2011 | 제33회 영 아티스트 어워드 | 여자 신인상               | 케이틀린 디버     | 후보 | [ 4 ] |